# براندیتزو
براندیتزو (به ایتالیایی: Brandizzo) یک کومونه در ایتالیا است که در استان تورین واقع شده‌است.

## خصوصیات
براندیتزو ۶٫۴ کیلومترمربع مساحت و ۸٬۰۰۷ نفر جمعیت دارد و ۱۸۷ متر بالاتر از سطح دریا واقع شده‌است.